# Xpeng G6
Xpeng G6 – elektryczny samochód osobowy typu SUV Coupe klasy średniej produkowany pod chińską marką Xpeng od 2023 roku.

## Historia i opis modelu

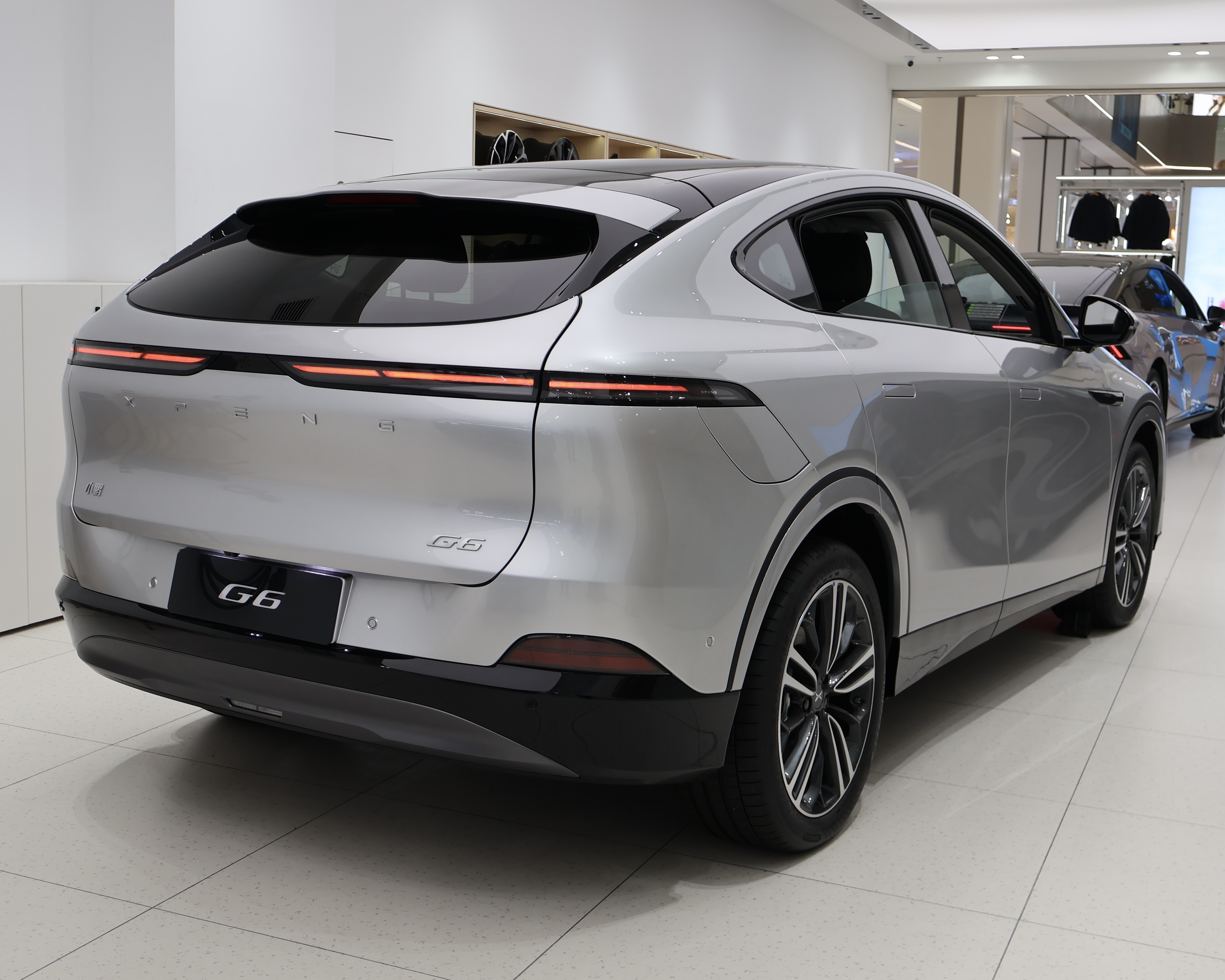
Xpeng G6 - tył

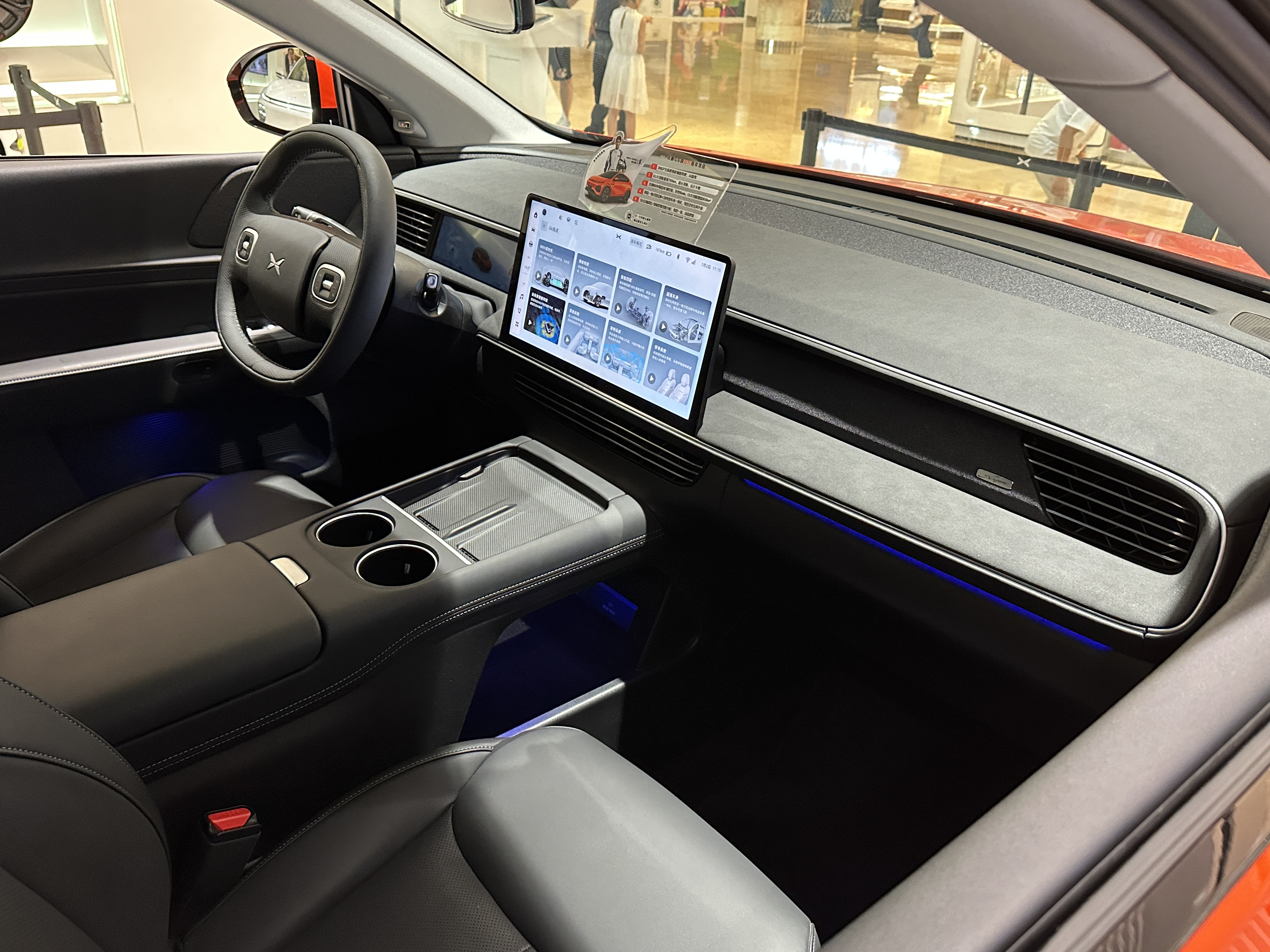
Xpeng G6 - kokpit

Podczas kwietniowych targów motoryzacyjnych Shanghai Auto Show 2023 miała miejsce światowa premiera piątego modelu w portfolio chińskiego Xpeng Motors. G6 wzbogacił gamę SUV-ów, plasując się pomiędzy kompaktowym G3i a flagowym G9 jako samochód średniej wielkości. Samochód utrzymany został w typowym dla innych produktów firmy minimalistycznym wzornictwie wyróżniając się smukłą sylwetką z dwurzędowymi reflektorami tworzonymi przez dwa, blisko rozstawione pasy LED o motywie przerywanej kreski. Zwieńczyły one także tylną część nadwozia, która dzięki ostro ściętemu tyłowi z opadającą linią dachu nadała Xpengowi G6 propocje SUV-a Coupe. Przy dolnej krawędzi nadwozia znalazł się otwierany spojler, który wraz z aerodynamicznymi proporcjami nadwozia ma zapewniać optymalny opływ powietrza. Projekt wyglądu G6 był koordynowany ze znanym chińskim piarzem powieści science fiction, Liu Cixinem. 
Kabina pasażerska została utrzymana w surowej i prostej estetyce łączącej białe i niebieskie panele ze skóry Nappa na boczkach drzwi, desce rozdzielczej, tunelu środkowym i kierownicy. Przed kierowcą znalazł się niewielki wyświetlacz cyfrowych wskaźników pozbawiony daszka, z kolei konsolę cetralną przyozdobił duży, dotykowy ekran o przekątnej 15 cali do sterowania systemem multimedialnym i automatycznie sterowanymi kratkami nawiewów. Doświetlenie 5-osobowej kabiny pasażerskiej zapewniło duże szklane okno dachowe o przekątnej 2 metrów kwadratowych.

### Sprzedaż
Xpeng G6 powstał z myślą o sprzedaży na globalnych rynkach zbytu. Dostawy pierwszych egzemplarzy najpierw przewidziano na koniec drugiego kwartału 2023 roku poczynając od rodzimych Chin, z wybranymi rynkami Europy Zachodniej do dołączenia w 2024 roku.

### Dane techniczne
Xpeng G6 jest samochodem elektrycznym, który powstał w dwóch wariantach napędowych. Podstawowy wyposażony został w jeden silnik przenoszący moc 296 KM na tylną oś, z kolei topowy dzięki dwóm silnikom i napędowi AWD rozwinął moc 480 KM. Podstawowa bateria zyskała pojemność 66 kWh, z kolei większa - 87,5 kWh. Producent podczas premiery zadeklarował, że G6 wyposażony został w szybką prędkość ładowania umożliwiającą uzupełnienie do 300 dodatkowych kilometrów zasięgu w 10 minut, co możliwe było dzięki zastosowaniu nowej generacji modułowej platformy SEPA2.0 przystosowanej do takiej technologii.